# Monica Alpsten
Monica Alpsten, född 7 september 1938 i Gustav Vasa församling i Stockholm, är en svensk barnbibliotekarie. Tillsammans med Harriette Söderblom instiftade Alpsten år 1989 Svenska barnboksakademin.